# Iliá Méchnikov
Iliá Ilich Méchnikov (en ruso: Илья Ильич Мечников, romanización Il'ja Il'ič Mečnikov) (Ivanivka, Óblast de Járkov, actual Ucrania, 15 de mayo de 1845 - París, Isla de Francia; 15 de julio de 1916), también conocido como Eli, Elías o Elie Metchnikoff,[cita requerida] fue un microbiólogo franco-ucraniano, Premio Nobel de Fisiología o Medicina en 1908.

## Semblanza
Durante el trayecto de su vida le dio la espalda a la tradición judía de la que descendía; se convirtió lentamente en un ferviente ateo y revolucionario, tal vez debido a la influencia de su hermano León Méchnikov, geógrafo, anarquista y secretario del famoso geógrafo Eliseo Reclus.
La lectura de El origen de las especies de Charles Darwin le produjo un fuerte impacto en su concepto científico de la naturaleza. Luego llegó a la microbiología, donde descubrió procesos como la fagocitosis, inicialmente en esponjas, ayudado y patrocinado por Luis Pasteur en Francia.
Estudió en las universidades de Járkov y Wurzburgo. En 1870 fue nombrado profesor de zoología de la Universidad de Odesa, cargo que dejó en 1882 para dedicarse a investigar en bacteriología y patología. Tras dirigir el Instituto Bacteriológico de Odesa entre 1886 y 1888, se trasladó al Instituto Pasteur de París, del que fue nombrado subdirector en 1895. 
En 1884 formuló la "teoría fagocitósica de la inmunidad", que explicaría la capacidad del cuerpo humano para resistir y vencer las enfermedades infecciosas. Pero sus estudios más importantes están relacionados con la sífilis, estudios que permitirían posteriormente a Paul Ehrlich descubrir un tratamiento eficaz contra ella. Fue el introductor del empleo de los fermentos lácticos en terapéutica para modificar la fermentación pútrida en el intestino. 
Tuvo siempre un respeto reverencial por la muerte y por eso creó disciplinas científicas como la gerontología (ciencia de la vejez) y la tanatología (ciencia de la muerte). Creyó que la muerte estaba vinculada, en cierta forma, con la sífilis y buscó, junto con Emile Roux, una cura, descubriendo el ungüento gris a base de calomelanos.
Creyó haber encontrado en los microbios de la leche ácida —el yogur— la solución al problema del envejecimiento.
En 1908 compartió con Paul Ehrlich el premio Nobel de Fisiología y Medicina por sus trabajos sobre la fagocitosis y la inmunidad.

## Obra

### En castellano
Entre las obras que dejó escritas destacan Patología comparada de la inflamación (1893), La naturaleza del hombre (1905), La inmunidad en las enfermedades infecciosas (1906) y La prolongación de la vida (1909).

## Originales
- Embryologische Studien an Insecten. Leipzig 1866
- Untersuchungen über die intracelluläre Verdauung bei wirbellosen Thieren. In: Arbeiten aus dem Zoologischen Institut der Universität Wien und der Zoologischen Station in Triest 5: 141–168 1883
- Leçons sur la pathologie comparée de l'inflammation. Paris 1892 (en inglés The Comparative Pathology of Inflammation. Londres 1893)
- L'immunité dans les maladies infectieuses. Paris 1901 (alemán Immunität bei Infektionskrankheiten. Jena 1902; en inglés Immunity in infectious diseases. Cambridge 1905)
- Études sur la nature humaine. Essai de philosophie optimiste. Paris 1903 u. ö. (inglés The Nature of Man. Studies in Optimistic Philosophy. Londres 1903 u. ö.; en ruso Этюды о природе человека. Moscú 1904 u. ö.; alemán Studien über die Natur des Menschen. Eine optimistische Philosophie. Leipzig 1904. 2.ª ed. Leipzig 1910)
- Essais optimistes. Paris 1907, 2.ª ed. 1914. (inglés The Prolongation of Life. Londres, N. York 1907; alemán Beiträge zu einer optimistischen Weltauffassung. Múnich 1908; ruso Этюды оптимизма. Moscú 1988) (continuación de los Etudes sur la nature humaine, donde Mechnikov responde a sus críticos)

## Eponimia
- El cráter lunar Mechnikov lleva este nombre en su memoria.[1]

## Literatura
- Olga Metschnikow. Vie d'Élie Metschnikow 1845–1916. Paris 1920
- Paul de Kruif. Microbe Hunters. New York 1926 (u. ö.) (alemán Mikrobenjäger, 1927 u. ö.; historia de la ciencia popular de la microbiología médica con un capítulo de Mechnikov)
- Heinz Zeiss. Elias Metschnikow. Leben und Werk. Jena 1932 (contiene la traducción al alemán de Olga Metschnikowas)
- Semyon Zalkind. Ilya Mechnikov. His Life and Work. Moscú 1959
- R. B. Vaughan. The Romantic Rationalist – A Study of Elie Metchnikoff. In: Medical History 9 ( 3): 201–215 1965
- Edward E. Slosson. Major Prophets of Today. Freeport, N. Y. 1968
- Wiktor Aleksejewitsch Frolow. Ilja Iljitsch Metschnikow. (título original Operedivšij vremja, übersetzt von Marlis Mälzer und Georg Mälzer), Hirzel / Teubner, Leipzig 1984 (
- Bibliografía relacionada con Iliá Méchnikov en el catálogo de la Biblioteca Nacional de Alemania. - Biografía)
- Robert S. Desowitz. The Thorn in the Starfish. The Immune System and How it Works. New York 1987
- Leon Chernyak, Alfred I. Tauber. The Birth of Immunology: Metchnikoff, the Embryologist. In: Cellular immunology 117 (1988): 218–233
- Alfred I. Tauber, Leon Chernyak. Metchnikoff and the Origins of Immunology. New York, Oxford 1991
- Stephen Lovell. Finitude at the Fin de Siècle: Il'ja Mechnikov and Lev Tolstoy on Death and Life. In: The Russian Review 63 (2004): 296–316 (fundamental para la historia del descubrimiento de la respuesta inmune celular)
- Thomas Schmuck. Il'ja Il'ič Mečnikov – Denkwege zwischen Philosophie und Medizin. In: Heiner Kaden, Ortrun Riha (eds.) Studien zu Carl Julius Fritzsche (1808–1871) und Il'ja Il'ič Mečnikov (1845–1916). Shaker, Aachen 2008, pp. 91–170 (=Relaciones vol. 1), ISBN 978-3-8322-7560-0
- А. Б. Шабров, И. В. Князькин, А. Т. Марьянович: Илья Ильич Мечников. Энциклопедия жизни и творчества. СПб.: Изд-во ДАЕН, 2008. - Castellano: A.B. Shabrov, I.V. Knyazkin, A.T. Marianóvich. Iliá Ilich Méchnikov. Enciclopedia de la vida y la obra. San Petersburgo: DAEN, 2008. ISBN 978-5-936307-08-9